# Інтуїція
Інтуї́ція (лат. intueor — уважно дивлюся, згодом лат. intuitio — споглядання) — це форма знання людини, яка виникає без усвідомлення конкретних шляхів та умов його отримання. Це здатність безпосередньо сприймати істину без будь-якого зв'язку з чуттєвим або раціональним пізнанням. Синоніми — чуття, проникливість, здогад, передчуття, без детального аналізу деталей навколишнього світу. У філософії — безпосереднє осягнення істини без досвіду і логічних умовиводів.

## Інтуїція в філософії
В історії філософії зміст поняття інтуїції розвивався. Інтуїція пояснювалась як форма безпосереднього інтелектуального знання або споглядання (інтелектуальна інтуїція). Платон стверджував, що споглядання ідей (прообразів речей чуттєвого світу) є вид безпосереднього знання, яке стається як раптове прозріння (осяяння, осягнення, здогад), яке передбачає тривалу підготовку розуму.
В філософії нерідко чуттєві форми пізнання і мислення протиставлялись. Рене Декарт, наприклад, стверджував: «Під інтуїцією я розумію не віру в непевне свідчення почуттів і не оманливе судження безладної уяви, а світосприйняття ясного і уважного розуму, настільки просте і чітке, що воно не залишає жодного сумніву в тому, що ми мислимо, або, що те ж саме, тверде розуміння ясного і уважного розуму, яке породжене лише природним світлом розуму і завдяки своїй простоті достовірніше, ніж сама дедукція…».
В філософії Іммануїла Канта інтуїція є базовою пізнавальною (когнітивною) здатністю, еквівалент якої в широкому сенсі може бути названий перцепцією, тобто сприйняттям, відчуттям, розумінням, проникливістю. Кант вважав, що розум сприймає всі наші зовнішні відчуття в формі простору, а всі внутрішні відчуття (пам'ять, думки) — в формі часу.

## Інтуїція в психології
Згідно з працями Деніеля Канемана, інтуїція — це здатність автоматичного продукування рішень без тривалих логічних міркувань або доказів.